# Agila (conde)
Agila o Aquilo fue un noble visigodo del siglo VII, conde de Liébana.

## Biografía
Según conjetura del genealogista Christian Settipani — basándose en la onomástica, en la cronología y en elementos biográficos y según dicen las crónicas —, era descendiente (por varonía) de Leovigildo (hermano de Liuva I)  y Recaredo I (y de Baddo, padres de Liuva II) (ex semine Leuvigildi et Reccaredi progenitus) — cronológicamente bisnieto del primero y nieto paterno del segundo —, y también a través de Hermenegildo y Ingundis, siendo probablemente hijo de Suintila (padre de Ricimiro y Froila, nombre que se repite en su descendencia), y conde de Liébana. Los condes de Liébana (o comitesse Livana en latín del siglo VIII dependían del Dux de Cantabria. El Ducado de Cantabria era una zona neutral que se extendía del Río Sella a la frontera con Francia, y existían lazos matrimoniales diplomáticos entre los reyes visigodos del país franco con los duques de Cantabria y los condes de Liébana. Así es como en la genealogía de los condes de Liébana, aparecen nombres como Aulne o Savaric en una carta del Siglo VIII del Cartulario del Monasterio de Santo Toribio de Liébana. En Liébana existe todavía el canal de los francos y un foco importante de cristiandad en la Baja Edad Media: el Monasterio de Santo Toribio de Liébana que fue de advocación a Martín de Tours en sus primeros siglos.

## Matrimonio y descendencia
Casado con Divigra, hija de Benedictus y de su mujer Ellesinda y hermana de Albarus, fundador de iglesias y primo de Bermundus, y de Osicia, mujer de Savarico, y de ascendencia hispanorromana. Fueron sus hijos: 
- Odrocia;
- Favila, identificado con el duque Favila el padre de don Pelayo;
- Munio
- Spina (Espina)
- Nepotianus (Nepesanus) - nombre que se repite en Nepociano de Asturias
- Didacus, casado con su prima hermana Gelvira (Guluira), hija de Savarico y de su mujer Osicia, hermana de Ferrisculus (Ferisculus), de Nonnitus (Nonitus), de Collucia, de Ausnara y de Aulne, de la cual tuvo: 
  - Petrus, identificado con Pedro de Cantabria
  - Froila
  - Gotina